# Tracii Guns
Tracii Guns né Tracy Richard Irving Ulrich  le 20 janvier 1966, est un guitariste de hard rock. Il est connu pour avoir été guitariste de plusieurs grands groupes dont Guns N' Roses, Brides of Destruction, L.A. Guns, W.A.S.P., Poison, Killing Machine et Johnny Thunders. Il a aussi été guitariste pour Faster Pussycat le temps d'une tournée. Il est membre fondateur du groupe Guns N' Roses. Tracii Guns rejoint le groupe Quiet Riot début 2006.